# Зміївка (Сватівський район)
Змії́вка —  село в Україні, у Сватівській міській громаді Сватівського району Луганської області. Населення становить 80 осіб. Орган місцевого самоврядування — Сватівська міська рада.

## Населення

### Мова
Розподіл населення за рідною мовою за даними перепису 2001 року:
| Мова       | Кількість | Відсоток |
| ---------- | --------- | -------- |
| українська | 68        | 85%      |
| російська  | 12        | 15%      |
| Усього     | 80        | 100%     |